# Cruachan
Cruachan é uma banda oriunda de Dublim, capital da Irlanda, liderada por Keith Fay. É considerada uma das precursoras do gênero folk metal.

## Biografia
Cruachan surgiu logo após o rompimento da banda Minas Tirith, que ficou em atividade desde 1989 até 1992. Uma das mais famosas bandas de celtic metal/folk metal do mundo é mundialmente conhecido por sua originalidade perante à cena heavy metal ao redor do globo. Em seus dois primeiros álbuns, Keith Fay mesclava música celta com black metal, o que cedia à banda uma sonoridade muito mais "pesada". Desde então, Fay veio aprimorando seus dotes musicais, e hoje conta com uma musicalidade própria e exclusiva de sua banda. Fay inclusive faz "covers" de músicas tradicionais irlandesas, e trata da história do país nas letras.

## Discografia

### Álbuns de estúdio
- Tuatha Na Gael (1995)
- The Middle Kingdom (2000)
- Folk-Lore (2002)
- Pagan (2004)
- The Morrigan's Call (2006)
- Blood On The Black Robe (2011)
- Blood for the Blood God (2014)
- Nine Years of Blood (2018)

### Singles
- Ride On (2001)
- The Very Wild Rover (2006)

### Coletâneas
- A Celtic Legacy (16 de Julho de 2007), Karmageddon Media

## Membros

### Formação atual
- Keith Fay (vocal e guitarra)
- John Ryan (violino e banjo)
- Kieran Ball (guitarra)
- Rustam Shakirzianov (baixo)
- Mauro Frison (bateria)

### Ex-membros
- Jay Brennan
- Collette Uí Fathaigh
- Leon Bias
- Aisling Hanrahan
- John Ó Fathaigh
- Joanne Hennessy
- Steven Anderson
- Jay O' Neill
- Steven Coleman
- Declan Cassidy
- Paul Kearns